# Austrothelphusa tigrina
Austrothelphusa tigrina is een krabbensoort uit de familie van de Gecarcinucidae. De wetenschappelijke naam van de soort is voor het eerst geldig gepubliceerd in 1994 door Short.